# Hyperolius lupiroensis
Hyperolius lupiroensis é uma espécie de anfíbio anuro da família Hyperoliidae. Está presente na Tanzânia. A UICN classificou-a como deficiente de dados.